# Ponera xenagos
Ponera xenagos är en myrart som beskrevs av Wilson 1957. Ponera xenagos ingår i släktet Ponera och familjen myror. Inga underarter finns listade i Catalogue of Life.